# Tweede divisie (handbal)
De tweede divisie is de op twee na hoogste afdeling van het Nederlandse handbal bij de heren op landelijk niveau. De tweede divisie bestaat uit twee gelijkwaardige onafhankelijke groepen/competities (A en B), elk bestaande uit twaalf teams met een eigen kampioen en degradanten. Van het seizoen 2002/2003 tot 2012/2013 stond deze afdeling onder de naam hoofdklasse.

## Opzet
- De twee kampioenen promoveren rechtstreeks naar de eerste divisie (mits er niet al een hogere ploeg van dezelfde vereniging in de eerste divisie speelt).
- De ploegen die als een-na-laatste (elfde) en laatste (twaalfde) eindigen degraderen rechtstreeks naar de hoofdklasse.

Er promoveren dus 2 ploegen, en er degraderen 4 (gelijk aan het aantal hoofdklassen bij de heren) ploegen.

## Kampioenen Heren
| Seizoen                     | #                           | Club                        | Seizoen                     | #                           | Club                        | Seizoen                   | #                         | Club                      | Seizoen                   | #                         | Club                      | Seizoen                       | #                             | Club                          | Seizoen                       | #                             | Club                          |
| --------------------------- | --------------------------- | --------------------------- | --------------------------- | --------------------------- | --------------------------- | ------------------------- | ------------------------- | ------------------------- | ------------------------- | ------------------------- | ------------------------- | ----------------------------- | ----------------------------- | ----------------------------- | ----------------------------- | ----------------------------- | ----------------------------- |
| Tweede divisie (9999- 2001) | Tweede divisie (9999- 2001) | Tweede divisie (9999- 2001) | Tweede divisie (9999- 2001) | Tweede divisie (9999- 2001) | Tweede divisie (9999- 2001) | Hoofdklasse (2002 - 2012) | Hoofdklasse (2002 - 2012) | Hoofdklasse (2002 - 2012) | Hoofdklasse (2002 - 2012) | Hoofdklasse (2002 - 2012) | Hoofdklasse (2002 - 2012) | Tweede divisie (2012 - heden) | Tweede divisie (2012 - heden) | Tweede divisie (2012 - heden) | Tweede divisie (2012 - heden) | Tweede divisie (2012 - heden) | Tweede divisie (2012 - heden) |
| 1994/95                     | A                           | Actief P                    | 1998/99                     | A                           | Ontbreken                   | 2002/03                   | A                         | Hurry-Up                  | 2010/11                   | A                         | DSS                       | 2012/13                       | A                             | Unitas                        | 2020/21                       | A                             | Geen kampioen                 |
| 1994/95                     | B                           | PSV                         | 1998/99                     | B                           | Ontbreken                   | 2002/03                   | B                         | Atomium '61               | 2010/11                   | B                         | DIOS                      | 2012/13                       | B                             | MHV '81                       | 2020/21                       | B                             | Geen kampioen                 |
| 1994/95                     | C                           | Atomium '61                 | 1998/99                     | C                           | Ontbreken                   | 2003/04                   | A                         | Nieuwegein                | 2011/12                   | A                         | Ontbreken                 | 2013/14                       | A                             | Ontbreken                     | 2021/22                       | A                             | Atomium '61                   |
| 1994/95                     | D                           | Saturnus Leiden             | 1998/99                     | D                           | Ontbreken                   | 2003/04                   | B                         | Bevo HC 2                 | 2011/12                   | B                         | Ontbreken                 | 2013/14                       | B                             | Ontbreken                     | 2021/22                       | B                             | Rapiditas                     |
| 1995/96                     | A                           | Dalfsen                     | 1999/00                     | A                           | Ontbreken                   | 2004/05                   | A                         | HCV '90                   |                           |                           |                           | 2014/15                       | A                             | Aalsmeer 3                    |                               |                               |                               |
| 1995/96                     | B                           | Apollo '70                  | 1999/00                     | B                           | Ontbreken                   | 2004/05                   | B                         | MHV '81                   | B                         | Snelwiek                  |                           | 2014/15                       |                               |                               |                               |                               |                               |
| 1995/96                     | C                           | Saturnus '72                | 1999/00                     | C                           | Ontbreken                   | 2005/06                   | A                         | V&S                       | 2015/16                   | A                         | Aalsmeer 3                |                               |                               |                               |                               |                               |                               |
| 1995/96                     | D                           | Aristos                     | 1999/00                     | D                           | Ontbreken                   | 2005/06                   | B                         | Internos                  | 2015/16                   | B                         | Olympia '89               |                               |                               |                               |                               |                               |                               |
| 1996/97                     | A                           | Ontbreken                   | 2000/01                     | A                           | Actief Kl                   | 2006/07                   | A                         | Ontbreken                 | 2016/17                   | A                         | US                        |                               |                               |                               |                               |                               |                               |
| 1996/97                     | B                           | Ontbreken                   | 2000/01                     | B                           | Sittardia 2                 | 2006/07                   | B                         | Ontbreken                 | 2016/17                   | B                         | Atomium '61               |                               |                               |                               |                               |                               |                               |
| 1996/97                     | C                           | Ontbreken                   | 2000/01                     | C                           | Gemini                      | 2007/08                   | A                         | Aalsmeer 3                | 2017/18                   | A                         | E&O 2                     |                               |                               |                               |                               |                               |                               |
| 1996/97                     | D                           | Ontbreken                   | 2000/01                     | D                           | Volendam 2                  | 2007/08                   | B                         | Loreal                    | 2017/18                   | B                         | G.H.V.                    |                               |                               |                               |                               |                               |                               |
| 1997/98                     | A                           | Ontbreken                   | 2001/02                     | A                           | ESCA                        | 2008/09                   | A                         | E&O 2                     | 2018/19                   | A                         | Eemland                   |                               |                               |                               |                               |                               |                               |
| 1997/98                     | B                           | Ontbreken                   | 2001/02                     | B                           | Swift Helmond               | 2008/09                   | B                         | PSV                       | 2018/19                   | B                         | DWS                       |                               |                               |                               |                               |                               |                               |
| 1997/98                     | C                           | Ontbreken                   | 2001/02                     | C                           | Atomium '61                 | 2009/10                   | A                         | Aalsmeer 3                | 2019/20                   | A                         | Geen kampioen             |                               |                               |                               |                               |                               |                               |
| 1997/98                     | D                           | Ontbreken                   | 2001/02                     | D                           | UDSV                        | 2009/10                   | B                         | Ventura                   | 2019/20                   | B                         | Geen kampioen             |                               |                               |                               |                               |                               |                               |

## Kampioenen Dames
| Seizoen                     | #                           | Club                        | Seizoen                     | #                           | Club                        | Seizoen                   | #                         | Club                      | Seizoen                   | #                         | Club                      | Seizoen                       | #                             | Club                          | Seizoen                       | #                             | Club                          |
| --------------------------- | --------------------------- | --------------------------- | --------------------------- | --------------------------- | --------------------------- | ------------------------- | ------------------------- | ------------------------- | ------------------------- | ------------------------- | ------------------------- | ----------------------------- | ----------------------------- | ----------------------------- | ----------------------------- | ----------------------------- | ----------------------------- |
| Tweede divisie (9999- 2001) | Tweede divisie (9999- 2001) | Tweede divisie (9999- 2001) | Tweede divisie (9999- 2001) | Tweede divisie (9999- 2001) | Tweede divisie (9999- 2001) | Hoofdklasse (2002 - 2012) | Hoofdklasse (2002 - 2012) | Hoofdklasse (2002 - 2012) | Hoofdklasse (2002 - 2012) | Hoofdklasse (2002 - 2012) | Hoofdklasse (2002 - 2012) | Tweede divisie (2012 - heden) | Tweede divisie (2012 - heden) | Tweede divisie (2012 - heden) | Tweede divisie (2012 - heden) | Tweede divisie (2012 - heden) | Tweede divisie (2012 - heden) |
| 1994/95                     | A                           | Hacol '90                   | 1998/99                     | A                           | Ontbreken                   | 2002/03                   | A                         | ZAP                       | 2010/11                   | A                         | DOS                       | 2012/13                       | A                             | Nieuw Heeten                  | 2020/21                       | A                             | Geen kampioen                 |
| 1994/95                     | B                           | Blauw-Wit                   | 1998/99                     | B                           | Ontbreken                   | 2002/03                   | B                         | Quintus 2                 | 2010/11                   | B                         | PSV                       | 2012/13                       | B                             | United Breda                  | 2020/21                       | B                             | Geen kampioen                 |
| 1994/95                     | C                           | Quintus 2                   | 1998/99                     | C                           | Ontbreken                   | 2003/04                   | A                         | Nieuwegein                | 2011/12                   | A                         | Ontbreken                 | 2013/14                       | A                             | Ontbreken                     | 2021/22                       | A                             | ZVBB '21                      |
| 1994/95                     | D                           | NEA                         | 1998/99                     | D                           | Ontbreken                   | 2003/04                   | B                         | Ventura                   | 2011/12                   | B                         | Ontbreken                 | 2013/14                       | B                             | Ontbreken                     | 2021/22                       | B                             | MEOS                          |
| 1995/96                     | A                           | E&O 2                       | 1999/00                     | A                           | Ontbreken                   | 2004/05                   | A                         | SEW 2                     |                           |                           |                           | 2014/15                       | A                             | VZV                           |                               |                               |                               |
| 1995/96                     | B                           | LHC                         | 1999/00                     | B                           | Ontbreken                   | 2004/05                   | B                         | Wings                     | B                         | Foreholte                 |                           | 2014/15                       |                               |                               |                               |                               |                               |
| 1995/96                     | C                           | Verburch                    | 1999/00                     | C                           | Ontbreken                   | 2005/06                   | A                         | Bentelo                   | 2015/16                   | A                         | ZAP                       |                               |                               |                               |                               |                               |                               |
| 1995/96                     | D                           | Kwiek                       | 1999/00                     | D                           | Ontbreken                   | 2005/06                   | B                         | Westlandia                | 2015/16                   | B                         | Gemini                    |                               |                               |                               |                               |                               |                               |
| 1996/97                     | A                           | Ontbreken                   | 2000/01                     | A                           | Olympia HGL                 | 2006/07                   | A                         | Ontbreken                 | 2016/17                   | A                         | Voorwaarts                |                               |                               |                               |                               |                               |                               |
| 1996/97                     | B                           | Ontbreken                   | 2000/01                     | B                           | Tachos                      | 2006/07                   | B                         | Ontbreken                 | 2016/17                   | B                         | Westsite                  |                               |                               |                               |                               |                               |                               |
| 1996/97                     | C                           | Ontbreken                   | 2000/01                     | C                           | DWS                         | 2007/08                   | A                         | DSVD                      | 2017/18                   | A                         | Volendam                  |                               |                               |                               |                               |                               |                               |
| 1996/97                     | D                           | Ontbreken                   | 2000/01                     | D                           | Fortissimo                  | 2007/08                   | B                         | Westlandia                | 2017/18                   | B                         | BFC                       |                               |                               |                               |                               |                               |                               |
| 1997/98                     | A                           | Ontbreken                   | 2001/02                     | A                           | Borhave                     | 2008/09                   | A                         | SEW 2                     | 2018/19                   | A                         | De Tukkers                |                               |                               |                               |                               |                               |                               |
| 1997/98                     | B                           | Ontbreken                   | 2001/02                     | B                           | Loreal                      | 2008/09                   | B                         | Bevo HC                   | 2018/19                   | B                         | VELO                      |                               |                               |                               |                               |                               |                               |
| 1997/98                     | C                           | Ontbreken                   | 2001/02                     | C                           | Quintus 2                   | 2009/10                   | A                         | VOC 2                     | 2019/20                   | A                         | Geen kampioen             |                               |                               |                               |                               |                               |                               |
| 1997/98                     | D                           | Ontbreken                   | 2001/02                     | D                           | NEA                         | 2009/10                   | B                         | Internos                  | 2019/20                   | B                         | Geen kampioen             |                               |                               |                               |                               |                               |                               |